# ایرج نوذری
ایرج نوذری (زادهٔ ۷ اسفند ۱۳۴۲) در تهران، هنرپیشه و کونگ‌فوکار اهل ایران است. او فرزند منوچهر نوذری است.
وی دارای مدرک کارشناسی ارشد رشتهٔ زبان‌شناسی و به زبان‌های سانسکریت، هندی، اردو، اسپانیایی، فرانسوی و انگلیسی مسلط است و هم‌اکنون ریاست امور بین‌الملل کونگ‌فوی ایران را برعهده دارد. او در ۲۱ مهر ۱۳۹۴ در یک مسابقهٔ اسب‌دوانی دچار سانحه شد. وی با بازی در نقش «سرگرد علی امیری» در سه فصل مجموعه تلویزیونی کلانتر به شهرت رسید. وی همچنین میهمان برنامه صندلی داغ با اجرای پدرش منوچهر نوذری بوده است.

## فعالیت‌ها
از فروردین ۵۷ وقتی ۱۵ ساله بود رسما در کنار پدرش حضور در رادیو را تجربه کرد، در سال‌های قبل از انقلاب نیز در برنامه شما و رادیو با اجرای منوچهر نوذری بازی می‌کرد، پس از انقلاب نیز در برنامه صبح جمعه با شما حضور یافت.

## فیلم‌شناسی

### سینمایی
- اوینار (۱۳۷۰)
- آخرین تلاش (۱۳۷۰)
- ملاقات با طوطی (۱۳۸۲)
- فریاد در شب (۱۳۸۲)
- باج‌خور (۱۳۸۲)
- کافه ستاره (۱۳۸۳)
- رازها (۱۳۸۳)
- این ترانه عاشقانه نیست (۱۳۸۴)
- آکواریوم (۱۳۸۴)
- عاشق (۱۳۸۵)
- ملودی (۱۳۸۶)
- دوستی از جنس آتش (۱۳۸۸)
- آخرین سرقت (۱۳۸۹)
- لاله (۱۳۹۲)
- مرد نقره‌ای[۵] (۱۳۹۸ محمد حسین لطیفی)

### مجموعه تلویزیونی

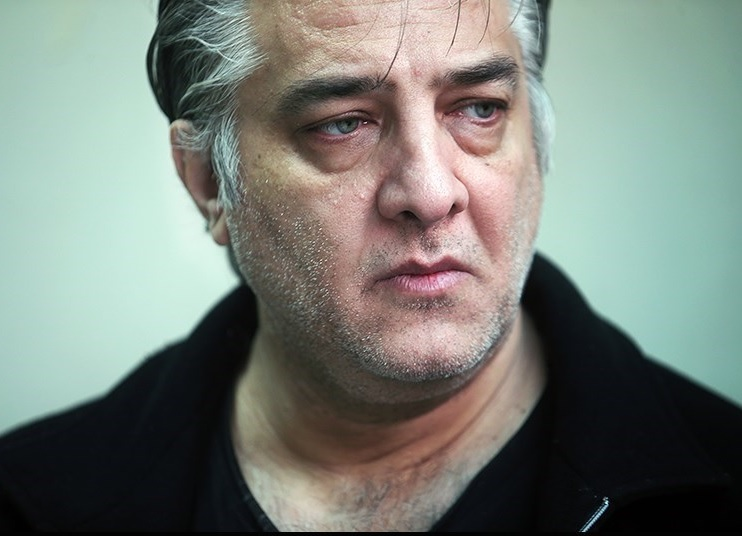
ایرج نوذری در مراسم ختم دنیا فنی‌زاده

- جدی نگیرید (١٣٧۴ سعید توکل، صادق عبداللهی)
- سرنخ (۱۳۷۵ کیومرث پوراحمد)
- پدر خاک (۱۳۸۰–۱۳۷۹ نادر کجوری)
- مسافری از هند (۱۳۸۱ قاسم جعفری)
- نقش بر آب (۱۳۸۱–۱۳۸۲ عبدالله باکیده)
- کلانتر (۱۳۸۲ محسن شاه‌محمدی)
- کلانتر ۲ (۱۳۸۴ محسن شاه‌محمدی)
- ریحانه (۱۳۸۴ سیروس مقدم)
- گلریزان (۱۳۸۵ مسعود رشیدی)
- اغما (۱۳۸۶ سیروس مقدم)
- کلانتر ۳ (۱۳۸۸ محسن شاه‌محمدی)
- ملکوت (۱۳۸۹ محمدرضا آهنج)
- شاید برای شما هم اتفاق بیفتد
- سارق روح (۱۳۹۶ احمد معظمی)
- حورا (١۴٠٠ رضا کمالی)
- روزهای آبی (١۴٠٠ محمدرضا حاجی غلامی)
- نوار زرد ٢ (١۴٠٠ سروش محمدزاده)
- داستان یک شهر (۱۴۰۰ محمدرضا آهنج)
- محرمانه (۱۴۰۲ محمود معظمی)
- هشت پا (۱۴۰۳ احمد معظمی)

### برنامه تلویزیونی
- ستاره‌ها (۱۳۸۲–۱۳۸۴)
- از کی بپرسم (۱۳۸۸)
- کتاب خوب (۱۴۰۰)

### شبکه نمایش خانگی
- شب‌های مافیا (۱۴۰۱) سعید ابوطالب
- خواب‌زده (۱۳۹٨) سیروس مقدم